# БК Астана
БК Астана (на казахски: Astana Basketbol Kluby) е казахстански баскетболен клуб, основан през 2011 г. Отборът е първият клуб от Азия, състезаващ се в Обединена ВТБ Лига. Има 8 титли на Казахстан и 8 национални купи. Талисман на отбора е птицата „Самрук“.

## История
Отборът е основан през 2011 г. при финансовата поддръжка на правителствената фондация Самрук-Казъна. Преди това дълги години градът е представляван от отбора на Астана Тайгърс. Първият треньор на тима е италианският специалист Матео Боничиоли. Тимът става първият участник от Централна Азия в Обединена ВТБ Лига, но междувременно играе и в континенталните турнири на Азия, като по този начин играе срещу отбори от два континента.
През 2013 г. треньор на Астана става Александър Трифунович, който за първи път извежда тима до плейфоната фаза на ВТБ Лигата. През 2014 г. отборът за първи път участва в европейските клубни турнири като достига топ 16 в Еврочалъндж. Това е последният сезон в историята на надпреварата, която следващата година е заменена от два нови турнира на ФИБА и Астана участва в Купата на ФИБА Европа през сезон 2015/16. Казахстанският отбор отпада в груповия етап на турнира.
През 2016 г. Астана е преименуван на Президентски баскетболен клуб „Астана“, което е пълното име на тима. През 2017 г. отборът участва в Шампионската купа на Азия и достига до третото място, което е и най-големият международен успех на отбора до този момент.
Астана е достигал 3 пъти 1/4-финалите на ВТБ Лигата – през сезоните 2014/15, 2016/17, 2018/19.

## Успехи
- Шампион на Казахстан – 2011/2012, 2012/2013, 2013/2014, 2014/2015, 2016/2017, 2017/2018, 2018/2019, 2019/2020
- Купа на Казахстан – 2011, 2012, 2013, 2014, 2017, 2018, 2019, 2020

## Известни баскетболисти
- Джеремая Хил
- / Джери Джонсън
- Янис Блумс
- Антон Пономарьов